# Lost in the Echo
Lost in the Echo (dt. Verloren im Echo) ist ein Song der US-amerikanischen Rockband Linkin Park. Es ist das erste Lied auf dem Album Living Things und zugleich die zweite Single des Albums. In Großbritannien erfolgte die Veröffentlichung am 19. Oktober 2012.

## Hintergrund und Komposition
Lost in the Echo wurde von Linkin Park selbst geschrieben und von Mike Shinoda und Rick Rubin produziert. Aufgenommen wurde es im März 2012. Noch im selben Monat erwähnte das Magazin Rolling Stone den Titel erstmals. Im Making-of des Albums wurde bekannt, dass die Band ursprünglich für das Lied den Arbeitstitel Holding Company verwendete.
Stilistisch betrachtet nimmt Lost in the Echo wieder die Rap- und Rockelemente der ersten beiden Studioalben, Hybrid Theory und Meteora, auf, wobei die Musik deutlich elektronischer ausfällt.

## Musikvideo
Das offizielle Lyric-Video wurde kurz nach dem Erscheinen des Albums veröffentlicht. Es ist somit das dritte nach Burn It Down und Lies Greed Misery.
Das reguläre Musikvideo feierte am 29. August 2012 seine Premiere, nachdem die Veröffentlichung drei Tage zuvor angekündigt und am Vortag ein Countdown auf der Homepage gestartet wurde. Die Regie führte Jason Zada. Das Video ist interaktiv und kann nur auf der offiziellen Website abgerufen werden. Durch Synchronisation mit einem Facebook-Account werden persönliche Fotos von dort in das Video eingebaut. Mike Shinoda erklärte, das Album habe sehr viel mit den Themen du und ich zu tun und deshalb passte die Idee, für das Video etwas zu kreieren, das ebenfalls sehr persönlich und mit Erinnerungen verknüpft ist. Es fühlte sich für den Song sehr passend an.
Das Video spielt in einer postapokalyptischen Zeit, in der keine Fotografien mehr existieren. Ein Mann betritt ein zerstörtes Gebäude mit einer Aktentasche, wo er diese öffnet und Fotografien hervorholt, die er dann an zahlreiche Menschen verteilt. Auf diesen Fotografien sind persönliche Bilder aus dem Facebook-Konto abgebildet. Die Menschen, die diese Fotografien betrachten, reagieren darauf außergewöhnlich emotional und zerfallen schließlich zu Staub.

## Rezeption
Lost in the Echo wurde von Musikkritikern generell positiv aufgenommen. Chad Childers von Loudwire beschrieb Lost in the Echo als dunkler und kraftvoller als die Vorgängersingle Burn It Down. Er verglich es auch mit früheren Werken der Band. Jason Lipsutz von Billboard lobt, sprudelnde Synthesizer verwandelten sich schnell in krachende Gitarren.

### Chartplatzierungen
| ChartsChartplatzierungen       | Höchstplatzierung | Wochen |
| ------------------------------ | ----------------- | ------ |
| Deutschland (GfK)              | 68 (1 Wo.)        | 1      |
| Vereinigte Staaten (Billboard) | 95 (1 Wo.)        | 1      |

### Auszeichnungen für Musikverkäufe
| Land/Region               | Auszeichnungen für Musikverkäufe (Land/Region, Auszeichnung, Verkäufe) | Verkäufe |
| ------------------------- | ---------------------------------------------------------------------- | -------- |
| Vereinigte Staaten (RIAA) | Gold                                                                   | 500.000  |
| Insgesamt                 | 1× Gold ·                                                              | 500.000  |

Hauptartikel: Linkin Park/Auszeichnungen für Musikverkäufe

## Remix
Der KillSonik Remix erschien auf mehreren Tonträgern. Erstmals wurde er am 19. Oktober 2012 als B-Seite auf der Single-CD von Lost in the Echo veröffentlicht. Diese erschien nur in Großbritannien. Am 1. Februar 2013 wurde der Remix auch auf der Castle of Glass Single-CD veröffentlicht. Seit dem 22. März 2013 ist er auch auf der Australian Tour Edition von Living Things erhältlich. Den prominentesten Auftritt hatte der KillSonik Remix jedoch erst auf dem am 25. Oktober 2013 veröffentlichten Remix-Album Recharged.